# Estrellitas y duendes
Estrellitas y duendes es una canción del cantautor de dominicano Juan Luis Guerra lanzada como el quinto sencillo de su álbum Bachata Rosa (1990). Fue lanzado en 1991 por Karen Records. La canción es una Bachata con elementos de Bolero. Alcanzó su punto máximo en el Top 10 del US Billboard Hot Latin Tracks y el Dominican Airplay. Más tarde se incluyó una versión en vivo de la canción en el recopilatorio Colección Romántica (2001).

## Lista de canciones
- Colombia 7", 45 RPM Sencillo [3]
  1. Estrellitas y Duendes - 4:28
  2. A Pedir Su Mano - 4:51

## Listas
| Lista (1991)                     | Posición |
| -------------------------------- | -------- |
| Dominican Republic Airplay (UPI) | 2        |
| Billboard Hot Latin Songs        | 7        |